# Marthe Abran
Marthe Abran (Parigi, 10 marzo 1866 – Parigi, 4 agosto 1908) è stata una pittrice e scultrice francese.

## Biografia
Marthe-Joséphine Abrant nacque a Parigi il 3 agosto 1867 da Charles Laurent Abrant e Alix Amélie Saussine.
Nel 1887 prese lezioni di disegno da Mme Thoret a Parigi. Nel 1893, 1896 e 1897 partecipò al Salon des Champs-Elysées, nella sezione pittura. Ottenne una menzione d'onore nel 1893 e una medaglia di terza classe nel 1896. Formata dallo scultore Emmanuel Frémiet, nel 1897 si specializzò in soggetti animali. La stampa del 1897 nota in particolare il suo studio intitolato Tigres o Tigre et tigresses. Nel 1901 presentò al Salon un dipinto intitolato Débardeur de collier, quai de Paris.
Lavorò anche come scultrice su soggetti di animali. Nel 1905 realizzò un bronzo, Le Cerf préhistorique (acquisto rifiutato dallo Stato), e alcune opere conservate al Museo di Tolosa.
Intorno al 1908 lavorò nello studio di Rodin (il Museo Rodin conserva il gesso di un leone sdraiato). Qui conobbe la scultrice di origini polacche Sophie Postolska, allieva e amante di Rodin. Dipinse un paesaggio della città polacca di Zakopane dove Sophie Postolska si stabilì per un periodo dopo il suo tentativo di suicidio.
Lavorò anche come insegnante di disegno, formando il cognato minore Louis Alers, che lavorò dal 1900 alla seconda guerra mondiale come disegnatore per i cataloghi dei grandi magazzini parigini.
Nel 1897 sposò Charles Alfred Alers, ingegnere delle arti e delle manifatture, francese di origine portoricana.
Visse in avenue de la Sœur-Rosalie a Parigi, dove morì il 3 agosto 1908.
Il suo studio di pittura sulle tigri è incluso nel libro Women Painters of the World che fornisce una panoramica delle donne pittrici più importanti dal XV secolo al 1905..

## Galleria d'immagini

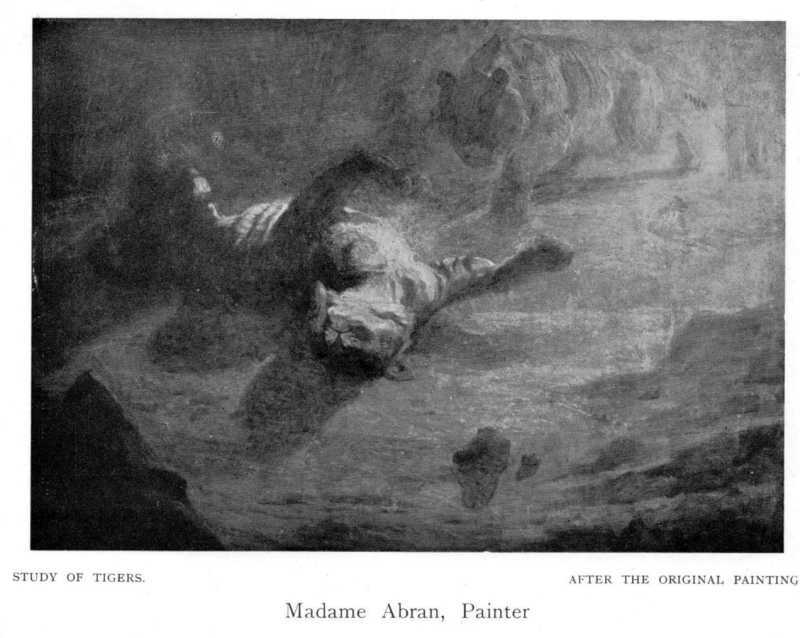
Studio delle tigri (dal libro Women painters of the world)
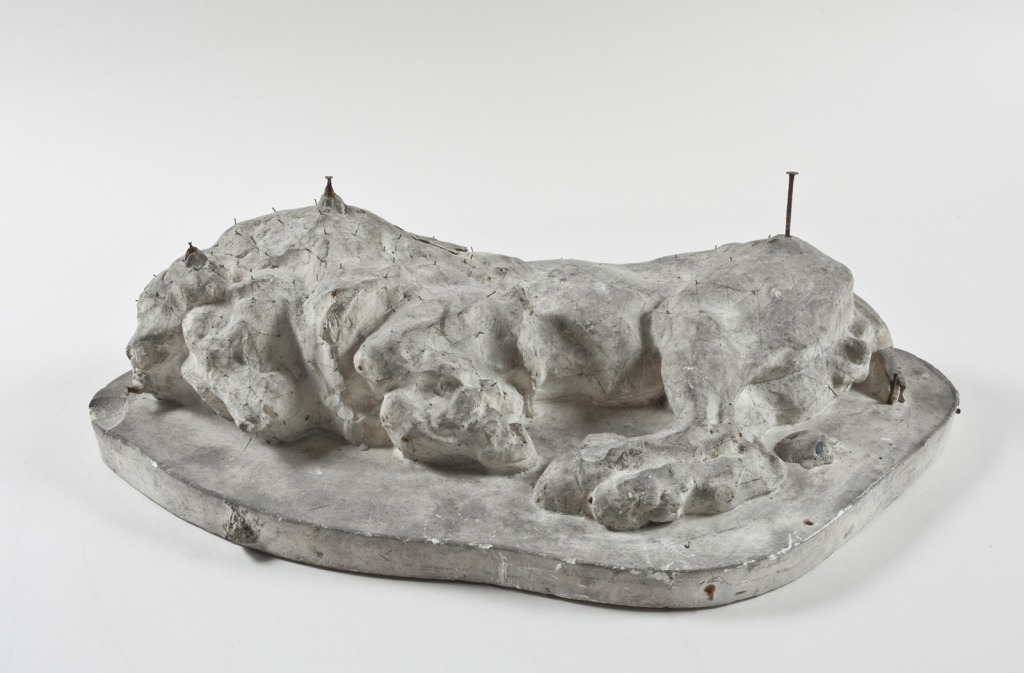
Leone sdraiato (1908), scultura, Museo Rodin
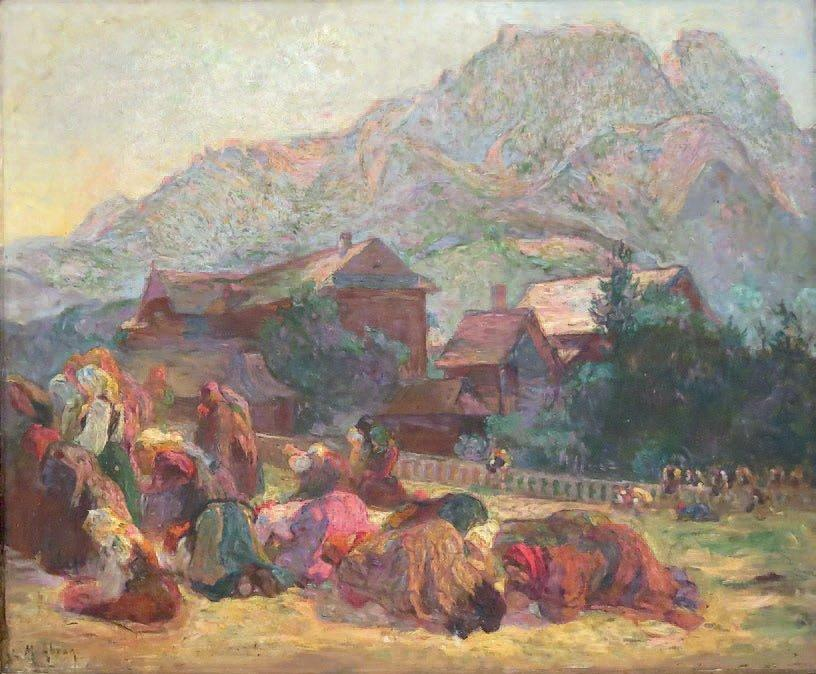
Le salut à Zakopane, olio su tela